# حضرو، اتک
حضرو (به انگلیسی: Hazro) یک منطقهٔ مسکونی در پاکستان است که در ناحیه اتک واقع شده‌است. حضرو ۳۶۱ متر بالاتر از سطح دریا واقع شده‌است.